# Epiclese
Na teologia cristã epiclese (do grego antigo: ἐπίκλησις - epíklesis, fusão das palavras epí e kaléō: "invocar sobre") é a oração de invocação que pede a descida do Espírito Santo nos sacramentos. É especialmente importante e fundamental na missa, acontece depois do canto do Santo, em que o sacerdote pede que o Espírito Santo desça sobre a comunidade e as oferendas do pão e do vinho. O Catecismo da Igreja Católica possuí vários cânones e instruções sobre a necessidade e o meio de aplicar a epiclese.
Existem diferentes interpretações sobre o significado da epiclese entre católicos e ortodoxos, enquanto os ortodoxos professam ser essencial na Liturgia Eucarística a epiclese antes das Palavras da Consagração; católicos creem que a consagração do pão e do vinho se faz pela repetição das palavras de Cristo: "Isto é o meu Corpo... Isto é o meu Sangue...", de fato, a epiclese não constava originalmente no Cânon Romano (Oração Eucarística nº 1), embora as Orações Eucarísticas compostas após o Concílio Vaticano II (1962-65) incluam a invocação, não para corrigir uma suposta falha anterior, mas apenas como fidelidade a uma antiga tradição.
Após a oblação ou ofertório Celebrando, pois, a memória... ou Celebrando, agora, ó Pai.., segue-se a segunda epiclese, quando novamente o Espírito Santo é invocado, agora sobre toda a assembleia, que se torna um só corpo e um só espírito.

## Etimologia
Na Grécia Antiga, o termo grego ἐπίκλησις, que deu origem ao termo em português, tinha um sentido semelhante a este quando usado em sentido estrito: invocação de uma ou mais divindades ou demónios. Em sentido mais lato, a epiclese era um epíteto pelo qual uma divindade era evocada no culto.